# Colón (provincie)
Colón je jedna z 10 panamských provincií. Nachází se ve středu státu na pobřeží Karibiku. Zabírá 6,17 % rozlohy celé Panamy a žije zde 7,10 % panamské populace. Při sčítání obyvatelstva v roce 2010 se 7 050 obyvatel provincie přihlásilo k indiánskému původu a 70 073 lidí k africkému původu. Provincie je rozdělena na dvě části Panamským průplavem (přes který od roku 2019 vede most Puente Atlántico), nachází se zde přehradní hráz Gatúnského jezera na řece Chagres.
Provincie je dále dělena na 5 distriktů:
- Colón (Colón)
- Chagres (Nuevo Chagres)
- Donoso (Miguel de la Borda)
- Portobelo (San Felipe de Portobelo)
- Santa Isabel (Palenque)